# Stora Örevattnet, Västergötland
Stora Örevattnet är en sjö i Ale kommun i Västergötland och ingår i Göta älvs huvudavrinningsområde. Sjön är 8 meter djup, har en yta på 0,023 kvadratkilometer och befinner sig 145 meter över havet. Stora Örevattnet ligger i vildmarksområdet Risveden.